# Губи

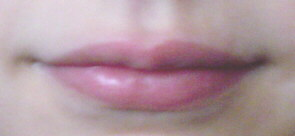
Жіночі губи

Губи (лат. labia oris) — у людини рухливі складки, які огороджують з переду ротову порожнину, утворені шкірою та слизовою оболонкою, між якими розташований коловий м'яз рота і дрібні мімічні м'язи. Місце переходу шкіри в слизову оболонку — червона кайма (рясніє кровоносними судинами).

## Біологічнепоходження
У більшості щелепоротих хребетних — нерухомі шкіряні складки, оточують ротовий отвір. Відсутні у черепах, птиць та дорослих клоакових (яйцекладних) ссавців у зв'язку з розвитком на щелепах рогового дзьоба. Розрізняють верхню і нижню губу. У риб губи зазвичай рясніють смаковими і дотиковими органами і допомагають схоплювати здобич. У більшості земноводних губи слугують для замикання ротової порожнини при диханні. У плазунів (змій і ящірок) губи промовисто виражені і вкриті зовні роговими губними щитками. У ссавців губи рухливі, що набуває особливого значення у зв'язку з пристосуванням дитинчат до смоктання, а дорослих особин до активного захоплення корму. У губах розвивається поперечносмугаста м'язова система. У слона, свині, тапіра верхня губа сильно витягнута і утворює нижню сторону хоботу або рила. В круглоротих так звана верхня губа служить присоском. В ряду безхребетних губою називають деякі частини ротового апарату.

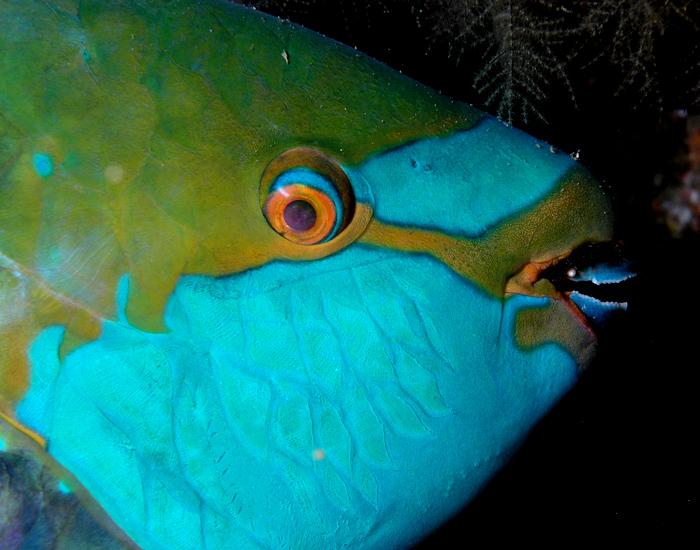
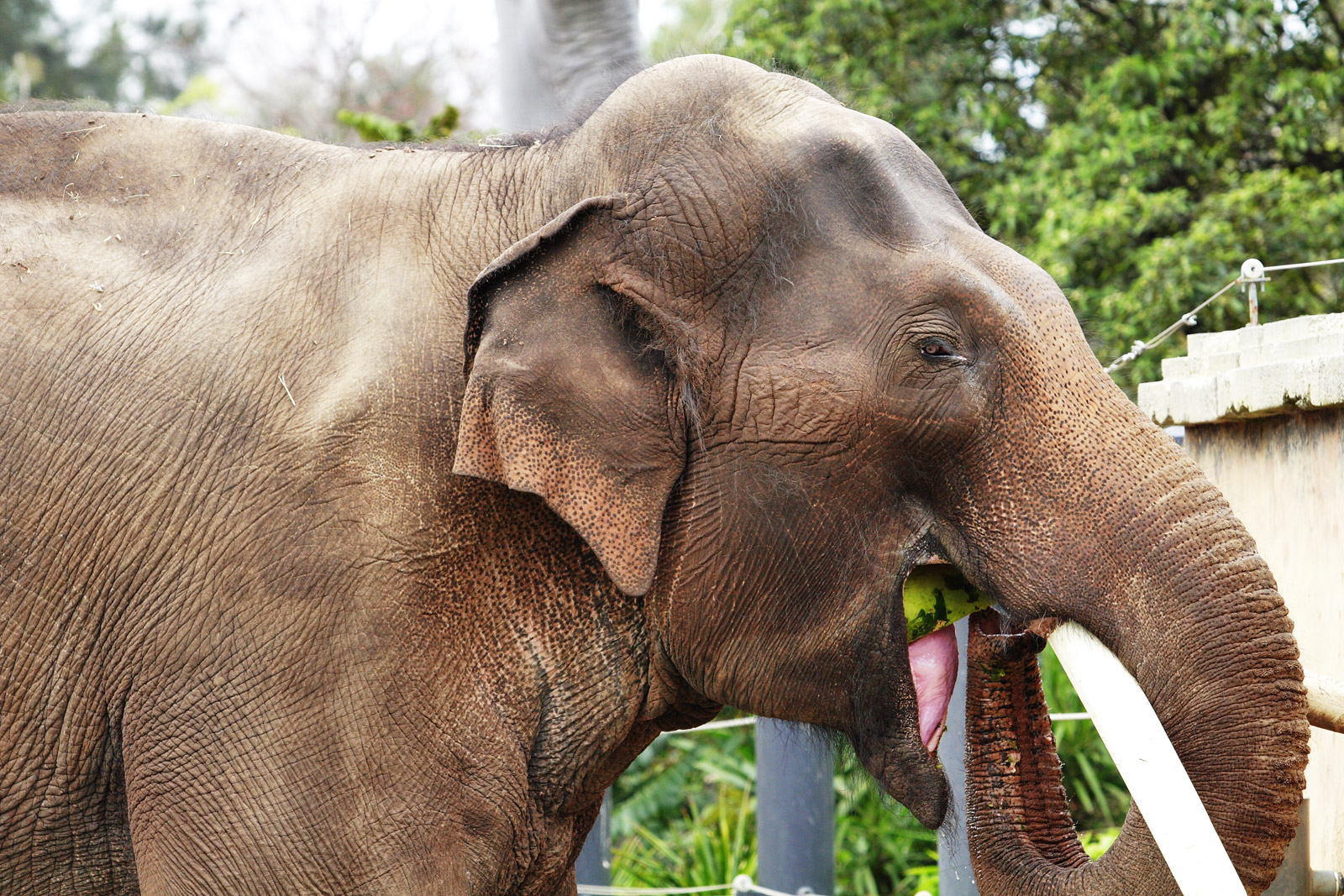
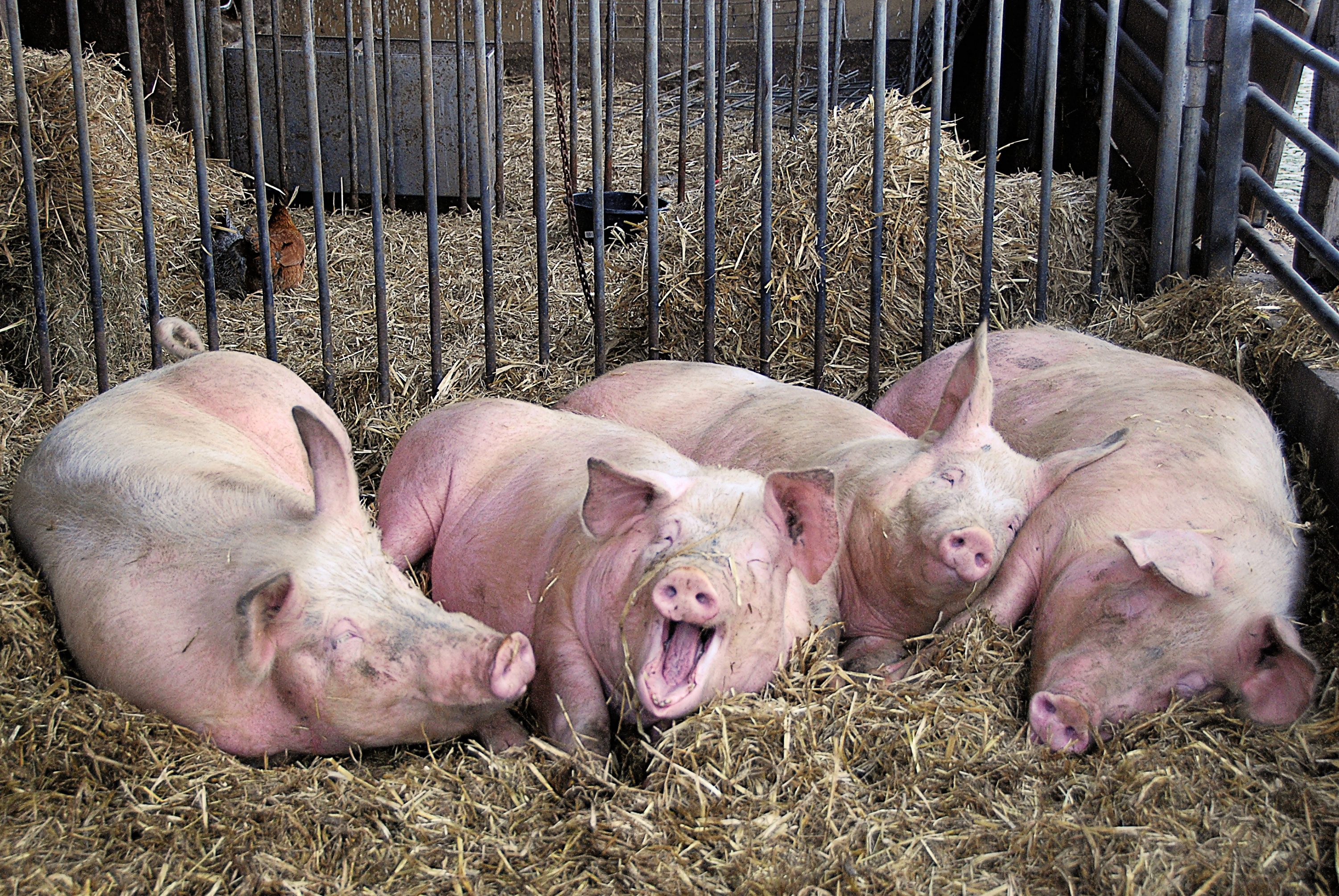

У антропології губи розрізняють по товщині, напряму і контуру верхньої губи, ширині ротового отвору. По товщині губи діляться на: тонкі, середні, товсті, роздуті. Верхня губа може виступати вперед (прохейлія), мати вертикальний профіль (ортохейлія), рідше — відступати назад (опістохейлія).
Найтовстіші (роздуті) губи і прохейлія характерні для екваторіальної (негро-австралоїдної) раси. Європеоїдам властива ортохейлія. Найбільш тонкі губи зустрічаються у деяких народів на Півночі Європи і Азії. Верхня губа може мати різний контур — увігнутий, прямій, опуклий. Останній особливо характерний для пігмеїв Центральної Африки і семангів (півострів Малакка). Висота і профіль верхньою губи, товщина губи і ширина рота змінюється також залежно від віку та статі. З віком зменшуються товщина губ (після 25 років) і прохейлія, збільшуються висота верхньою губи і ширина роту.